# Сукпайське сільське поселення
Сукпа́йське сільське поселення (рос. Сукпайское сельское поселение) — сільське поселення у складі району імені Лазо Хабаровського краю Росії.
Адміністративний центр та єдиний населений пункт — селище Сукпай.

## Населення
Населення сільського поселення становить 870 осіб (2019; 1191 у 2010, 1628 у 2002).